# Universität Venda

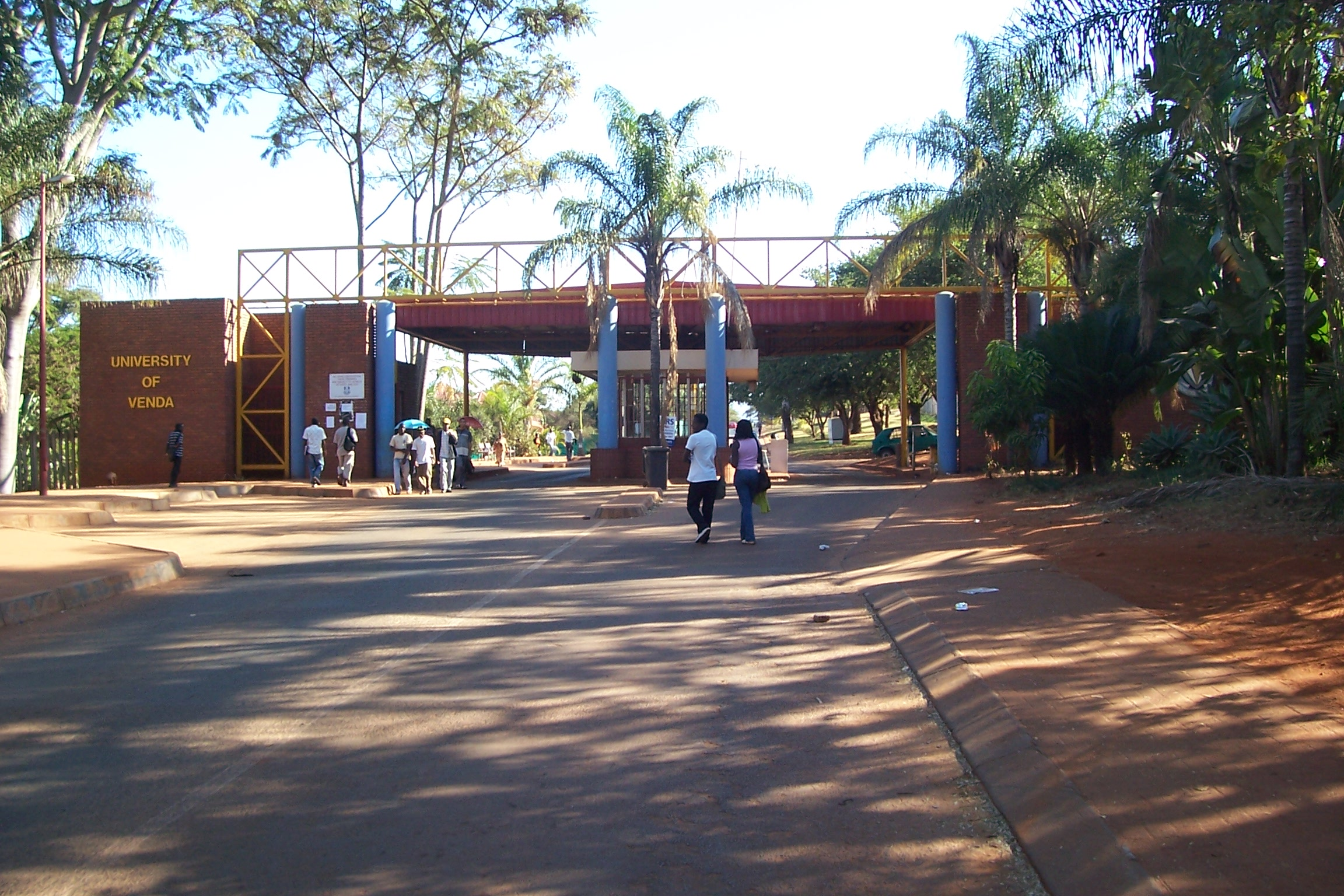
Haupteingang zum Universitätsgelände

Die Universität Venda (englisch: University of Venda), kurz Univen, ist eine staatliche Gesamthochschule-Universität in Thohoyandou in der Provinz Limpopo in Südafrika. Sie wurde 1982 im damaligen Homeland Venda gegründet, seit 1995 liegt der akademische Fokus auf Naturwissenschaften und Technologie. Im Jahr 2002 erfolgte die Umwandlung zur Gesamthochschule.

## Organisation
Kgalema Motlanthe ist Kanzler der Universität und nimmt repräsentative und symbolische Aufgaben wahr.
Die Univen wird von einem Vizekanzler geleitet, zum Management gehören im Weiteren zwei stellvertretende Vizekanzler und ein Prüfungsbeamter. Die Leitung ist dem Universitätsrat verantwortlich, der die Leitlinien festlegt sowie die Finanzplanung und akademische Angelegenheiten verantwortet.
Die Universität gliedert sich in acht Schools:
- Landwirtschaft
- Pädagogik
- Wirtschaftswissenschaft
- Rechtswissenschaft
- Mathematik und Naturwissenschaften
- Erziehungswissenschaft
- Umweltwissenschaften
- Gesundheitswissenschaften
- Geisteswissenschaften und Sozialwissenschaft.

Die Fakultäten sind unterteilt in Departments.